# Новіни-Брдовські
Новіни-Брдовські (пол. Nowiny Brdowskie, нім. Neuhagen) — село в Польщі, у гміні Баб'як Кольського повіту Великопольського воєводства.
Населення — 68 осіб (2011).
У 1975-1998 роках село належало до Конінського воєводства.

## Демографія
Демографічна структура станом на 31 березня 2011 року:
|          | Загалом | Допрацездатний вік | Працездатний вік | Постпрацездатний вік |
| -------- | ------- | ------------------ | ---------------- | -------------------- |
| Чоловіки | 37      | 6                  | 27               | 4                    |
| Жінки    | 31      | 9                  | 18               | 4                    |
| Разом    | 68      | 15                 | 45               | 8                    |